# Springbrunnen i Bachtjisaraj

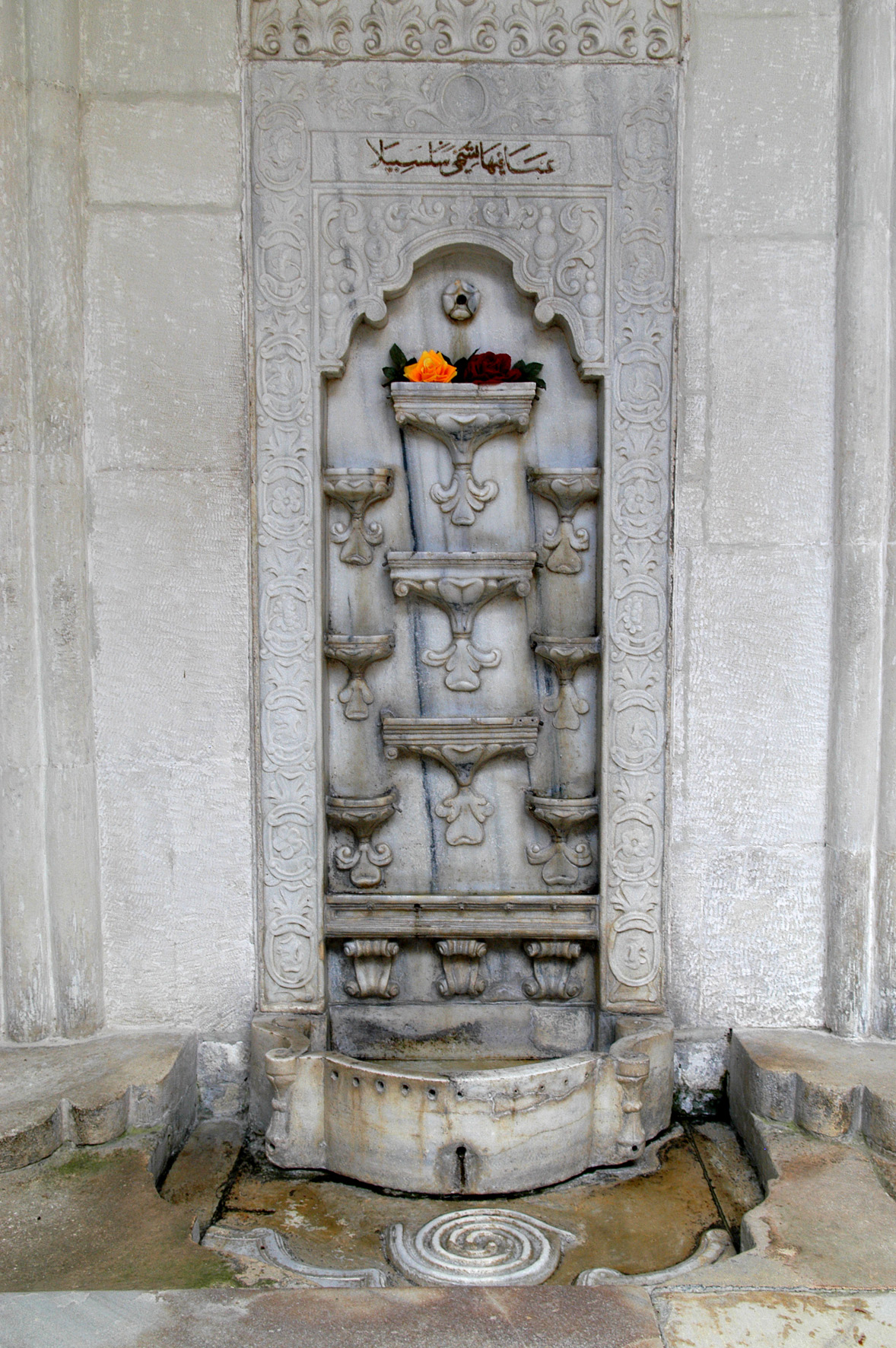
Tårfontänen i khanens palats i Bachtjisaraj.

Springbrunnen i Bachtjisaraj är en dikt av Aleksandr Pusjkin, publicerad 1824.
I palatset i staden Bachtjisaraj på Krim residerar khanen Girel. Zarema, hans hustru, får veta att han har förälskat sig i den unga vackra Maria. Maria motstår dock Girels amorösa närmanden. Uppfylld av svartsjuka söker Zarema upp Maria och dödar henne. Bedrövad och otröstlig låter Girel uppföra en ”fontän av tårar” till minne av den sköna Maria, vars hjärta han förgäves försökte vinna.
En svenskspråkig "fri efterbildning" av Clas Emil Aurell utkom 1907.

## Verk inspirerade av dikten
- Operan "Sarema" av Alexander von Zemlinsky debuterade 1897 på Hofoper i München.[1]
- Stumfilmen Bachtjisarajskij fontan från 1909 var Jakov Protazanovs regidebut.
- 1934 koreograferade Rostislav Zacharov en balett inspirerad av Pusjkins dikt.

## Övrigt
Asteroiden 1012 Sarema är döpt efter karaktären Zarema i dikten.